# Shaun Tomson
Pour les articles homonymes, voir Tomson.
Shaun Tomson est un surfeur sud-africain né le 21 août 1955 à Durban. Il a remporté le World Championship Tour en 1977.
Il est considéré comme le premier surfeur professionnel, capitalisant sur sa popularité pour lancer une marque de vêtements, publier des livres, et faire modèle pour d'autres marques (dont Calvin Klein).

## Biographie
Shaun Tomson est le fils d'Earnest Tomson, un Russe dont la famille a émigré en Afrique du Sud. Son père le pousse toute sa jeunesse a surfé par tous les temps. Son père fut victime d'une attaque de requin, ce qui développa une phobie chez son fils malgré sa baignade quotidienne. Il surfe dès ses huit ans avec son cousin Michael Tomson, plus tard vice-président de la marque Gotcha.
à douze ans, il gagne les championnats de surf sud-africains pour garçons. En 1973, il fait son service militaire (18 mois). Il remporte consécutivement toutes les compétitions Gunston 500 de 1973 à 1978. Il est une figure de proue de la Free Ride Generation.
À partir de 1980, il devient résident des États-Unis. Il s'installe à Orange Country et ouvre le magasin Shaun Tomson’s Surf Beat sur Wilshire Boulevard à Los Angeles. En Afrique du Sud, il lance la marque de vêtements Instinct clothing. À Los Angeles, il s'adonne également au modeling et est invité à plusieurs émissions de télévision.
En 1981, il signe un contrat avec l'atelier Canyon Surfboards du surfeur Rusty Preisendorfer pour concevoir ses planches de surf.
Il se retire du surf professionnel en 1989.